# Willibald Pahr
Willibald Pahr (ur. 5 czerwca 1930 w Wiedniu) – austriacki prawnik, polityk, minister, dyplomata.

## Życiorys
Był prawnikiem, dyplomatą i politykiem. W latach 1955–1976 pełnił różne funkcje kierownicze w Urzędzie Kanclerskim. Uczestniczył w wielu konferencjach międzynarodowych i był wiceprzewodniczącym Międzynarodowego Instytutu Praw Człowieka. Od 30 września 1976 do 24 maja 1983 był ministrem spraw zagranicznych w rządach Kreiskyego. Następnie do 1986 był ambasadorem w Bonn. Od 1986 do 1989 był sekretarzem generalnym Światowej Organizacji Turystyki. Od 1990 do 1995 był komisarzem ds. uchodźców w Ministerstwie Spraw Wewnętrznych.